# 西洞院家
西洞院家（にしのとういんけ）は、桓武平氏の嫡流にあたる公家・華族だった家。公家としての家格は半家、華族としての爵位は子爵。

## 歴史
桓武天皇の第三皇子葛原親王の子平高棟を祖とする桓武平氏の嫡流にあたる。桓武平氏高棟流は、地方に下向して武家化した桓武平氏高望流と違い、公家平氏として京都に残った家柄で、代々蔵人や弁官として実務官僚を出し、また「平記」と総称される日記を書いた者が多い家だった。
平安時代末期の当主平時信（贈正一位左大臣）の娘時子は平清盛（高望流の伊勢平氏）の正室となり時子の妹滋子も後白河天皇の女御（建春門院）となった。時信の息子権大納言平時忠は平氏政権のもとで権勢をふるった。
西洞院家は時信の弟である信範から出た。従三位左大弁平行高の次男正三位参議・行時（1324年 – 1369年）が、その住居から西洞院を家号としたのに始まる。
行高の後は時盛、知高、時基と公卿になれない当主が続いたが、時兼が従二位まで昇り、つづけて時顕・時長が右兵衛督、参議・従二位まで昇ったため、以降参議従二位まで昇り、兵衛府か衛門府の督となるのが家例となった。
時当が永禄9年（1566年）に嗣子なく死去したことで一時中絶するが、天正3年（1575年）に関白近衛稙家の肝煎で西洞院時慶（権大納言飛鳥井雅綱の子の安居院僧正覚澄の子で河鰭家に養子に入っていた。近衛家の家札で同家の殿上人になるなど近衛家と近しかった人物）が養子に入ることで再興された。このため河鰭家は一時的に当主が不在となり中絶している。
時慶の次男時庸が平松家、五男忠康が長谷家、六男時貞が交野家をそれぞれ創設している。また娘の時子が後陽成天皇の掌侍となってお手付きとなり、第7皇女永宗女王と第11皇子高雲院を生んだ。時子の妹で東福門院付きの女官だった行子（石井局）の養子石井行豊（権中納言・平松時量の子）も分家して石井家を興した。
江戸時代中後期の時名は竹内式部に神道と儒学を学び、朝権の回復を志す尊皇家だったが、宝暦8年（1758年）の宝暦事件で徳川幕府の弾圧を受けて失脚・落飾させられた。徳川幕府が滅した後の明治24年（1891年）に明治天皇より時名に正三位が追贈されて勤王の功が称された。
公家としての家格は半家、旧家、内々。江戸時代の所領の表高は273石、後に260石。屋敷は椹木町寺町西入。
明治維新後の明治2年（1869年）6月17日の行政官達で公家と大名家が統合されて華族制度が誕生すると西洞院家も公家として華族に列した。
明治維新後に定められた家禄は、現米で260石。明治9年（1876年）の金禄公債証書発行条例に基づき、家禄と引き換えに支給された金禄公債の額は、1万633円61銭3厘（華族受給者中377位）。
明治17年（1884年）7月7日の華族令の施行で華族が五爵制になると、翌8日に大納言直任の例がない旧堂上家として西洞院信愛が子爵を授けられた。
信愛は神官となり賀茂御祖神社に奉仕した。その子愛雄の代に西洞院子爵家の邸宅は東京市目黒区上目黒にあった。